# Discover Europe
Discover Europe to ogólnoeuropejski konkurs fotograficzny dla studentów. Jego celem jest nawiązanie międzynarodowego dialogu pomiędzy uczestnikami oraz zaprezentowanie ich wizji Europy, a przede wszystkim jej różnorodności. Idea konkursu opiera się na możliwości pokazania piękna Europy, jej tradycji i kultur właśnie poprzez sztukę fotografii. Konkurs ma także na celu przełamanie narodowych stereotypów oraz promowanie mobilności studenckiej, a w szczególności wyjazdów na wymiany międzynarodowe.
Organizatorem konkursu jest Erasmus Student Network Polska.

## Historia konkursu
Konkurs powstał dzięki pomysłowości Alicji Kocandy, która wywodzi się z sekcji ESN SGH. Pierwsza edycja konkursu była skierowana wyłącznie do studentów tej uczelni – zarówno polskich jak i zagranicznych, jednak cel i założenia konkursu od początku były takie same – nawiązanie dialogu międzykulturowego między studentami polskimi i zagranicznymi. Później w konkursie mogli brać udział studenci z uczelni, na których obecne były sekcje Erasmus Student Network. W takiej formie konkurs przetrwał do roku 2008, kiedy to został on poddany metamorfozie – co objawiało się w jego otwarciu dla studentów wszystkich polskich uczelni. Rok 2009 to również ważna data w historii Discover Europe, ponieważ po raz pierwszy udział w konkursie mogli brać udział wszyscy zagraniczni studenci, nie tylko ci, którzy uczestniczyli w programie Erasmus w Polsce.
W 2013 roku projekt Discover Europe nagrodzono 2. nagrodą w Konkursie im. Karola Wielkiego dla projektów non-profit organizowanego przez Parlament Europejski.
Aż do 2013 roku organizowane były etapy lokalne we wszystkich polskich województwach oraz po jednym w każdym kraju europejskim. Od edycji 11., odbywającej się w roku 2014, etapy lokalne razem z galami finałowymi odbywały się w największych polskich miastach takich jak: Warszawa, Białystok, Gdańsk, Toruń, Poznań, Wrocław i Kraków. Międzyuczelniane grupy robocze z każdego regionu były odpowiedzialne za zorganizowanie Dni Promocyjnych projektu, zorganizowanie wystaw nadesłanych fotografii, a także dokonywały wyboru najlepszych prac, które były później zakwalifikowane do etapu centralnego.
W etapie centralnym jury, składające się z przedstawicieli władz akademickich, studentów i środowisk artystycznych związanych z fotografią, wyłaniało najlepsze prace spośród wszystkich zgromadzonych w etapach lokalnych.
W edycji 16. w 2019 roku wprowadzono nową formułę konkursu - zrezygnowano z etapów i gal regionalnych, pozostawiając jedynie etap centralny i jedną, uroczystą Galę Finałową.
W najnowszej (siedemnastej), edycji konkursu w 2020 roku uczestnicy przesyłali swoje zdjęcia za pomocą nowej strony internetowej, a następnie spośród nich Jury w składzie - Weronika Mliczewska, Aleksander Małachowski i Maciej Kornacki - wybrało najlepsze zdjęcia. Edycja ta odbyła się we współpracy z Fundacją Rozwoju Systemu Edukacji, a także pod patronatem honorowym Parlamentu Europejskiego, Narodowego Centrum Kultury, Instytutu Bronisława Komorowskiego oraz Team Mayol. Patronami medialnymi konkursu zostali: TVP Kultura, Perspektywy i Magiel.

## Kategorie konkursowe
W bieżącej edycji (2020) przewidziane były następujące kategorie konkursowe:
- Discover People – zdjęcia przedstawiające rozmaite oblicza Europejczyków;
- Discover Nature: Through Green Lenses – uchwycenie piękna przyrody kontynentu europejskiego i promowanie świadomości w zakresie ochrony środowiska;
- Discover Architecture – zatrzymanie w kadrze unikalnych miejsc, które kryje w sobie Europa[1].

## Gala Finałowa
Zwieńczeniem każdej edycji konkursu jest uroczysta Gala Finałowa połączona z wernisażem nagrodzonych fotografii oraz bankietem. Ostatnia Gala Finałowa odbyła się 11.05.2019 r. w Warszawie.